# Loupežník (Wysoki Jesionik)
Loupežník (historyczna nazwa niem. Rauberstein) – szczyt (góra) o wysokości 1020 m n.p.m. (podawana jest też wysokość 1020,0 m n.p.m.  lub 1020,1 m n.p.m. ), w paśmie górskim Wysokiego Jesionika (cz. Hrubý Jeseník), w północno-wschodnich Czechach, w Sudetach Wschodnich, na Śląsku, w obrębie gminy Vrbno pod Pradědem, blisko osady Bílý Potok, oddalony o około 10,2 km na północny wschód od szczytu góry Pradziad (cz. Praděd). Jest jednym z niższych tzw. tysięczników (szczytów o wysokości ponad 1000 m n.p.m.), bowiem wysokość jego tylko nieznacznie przekracza tę wielkość. Rozległość góry (powierzchnia stoków) szacowana jest na około 0,8 km², a średnie nachylenie wszystkich stoków wynosi około 14°.

## Charakterystyka

### Lokalizacja
Góra Loupežník położona jest w północno-wschodnim rejonie całego pasma Wysokiego Jesionika, leżąca w części Wysokiego Jesionika, w północno-wschodnim obszarze (mikroregionu) o nazwie Masyw Orlíka (cz. Medvědská hornatina), na głównym, północnym, łukowatym grzbiecie góry Medvědí vrch, ciągnącym się od góry Zámecký vrch (1) do góry Na vyhlídce (1) w ciągu szczytów: Zámecký vrch (1) → Orlík → Orlík–JV → Medvědí vrch → Medvědí vrch–JV → Slatina → Pytlák → Loupežník → Na vyhlídce (1). Jest górą bardzo trudno rozpoznawalną, o słabo wyeksponowanej kopule szczytowej, a ponadto zalesioną, przysłoniętą przez okalający ją bór świerkowy. Niewidoczna jest z nieopodal przebiegającej drogi nr 451 Nové Heřminovy – Vidly. Również z jej pobliskich szczytów jest praktycznie niewidoczna i trudno ją bliżej zlokalizować. Jest szczytem słabo rozpoznawalnym m.in. z drogi okalającej połać szczytową góry Pradziad (szczyt widoczny na prawo poniżej linii patrzenia w kierunku szczytu Medvědí vrch, ale można go pomylić z pobliskimi szczytami Pytlák czy też Na Vyhlídce (1)), a z innego charakterystycznego punktu widokowego – z drogi okalającej szczyt góry Dlouhé stráně niewidoczny, bo przysłonięty górą Malý Děd. Ponadto jest szczytem słabo rozpoznawalnym z wieży widokowej na Biskupiej Kopie (cz. Biskupská kupa) (szczyt widoczny na lewo poniżej linii patrzenia w kierunku szczytu Příčný vrch (pol. Góra Poprzeczna), ponad szczytem Hornické skály).
Górę ograniczają: od zachodu mało wybitna przełęcz o wysokości 1013 m w kierunku szczytu Pytlák, od wschodu przełęcz o wysokości 962 m n.p.m. w kierunku szczytu Na vyhlídce (1), od południowego wschodu dolina nienazwanego potoku, będącego dopływem potoku Środkowa Opawa (cz. Střední Opava) oraz od południa mało wybitna przełęcz o wysokości 812 m n.p.m. w kierunku szczytu Solná. W otoczeniu góry znajdują się następujące szczyty: od północy Pod Suchým vrchem, od północnego wschodu Suchý vrch, Klopoty, dwa nienazwane szczyty o wysokościach (659 i 665) m n.p.m. (trzy ostatnie szczyty leżą w paśmie o nazwie Góry Opawskie (cz. Zlatohorská vrchovina)) i Na vyhlídce (1)–S, od południowego wschodu Na vyhlídce (1), Výří kameny i Zámecká hora, od południowego zachodu Solná, Pytlák–JZ i Jelení kameny, od zachodu Pytlák oraz od północnego zachodu Kamzičí skála (2) i Slatina.  

### Stoki
W obrębie góry można wyróżnić trzy następujące zasadnicze stoki :
- północno-wschodni o nazwie Semeniště
- wschodni
- południowy o nazwie Bučina

Występują tu wszystkie typy zalesienia: bór świerkowy, las mieszany oraz las liściasty, przy czym dominuje zalesienie gęstym borem świerkowym. Na stoku południowym poza borem świerkowym, występują wraz z obniżaniem wysokości obszary lasu mieszanego i połacie lasu liściastego. Na niemalże wszystkich stokach występują polany oraz przecinki. Na stoku południowym występuje kilka grup skalnych, natomiast na stokach brak jest większych, pojedynczych skalisk.
Stoki mają stosunkowo jednolite, na ogół łagodne i zróżnicowane nachylenia. Średnie nachylenie stoków waha się bowiem od 7° (stok wschodni) do 16° (stok południowy). Średnie nachylenie wszystkich stoków góry (średnia ważona nachyleń stoków) wynosi około 14°. Maksymalne średnie nachylenie stoku południowego, na wysokościach około 890 m n.p.m., na odcinku 50 m nie przekracza 30°. Stoki pokryte są siecią dróg (m.in. Nová cesta) oraz na ogół nieoznakowanych ścieżek i duktów. Przemierzając je zaleca się korzystanie ze szczegółowych map, z uwagi na zawiłości ich przebiegu, zalesienie oraz zorientowanie w terenie.

### Szczyt

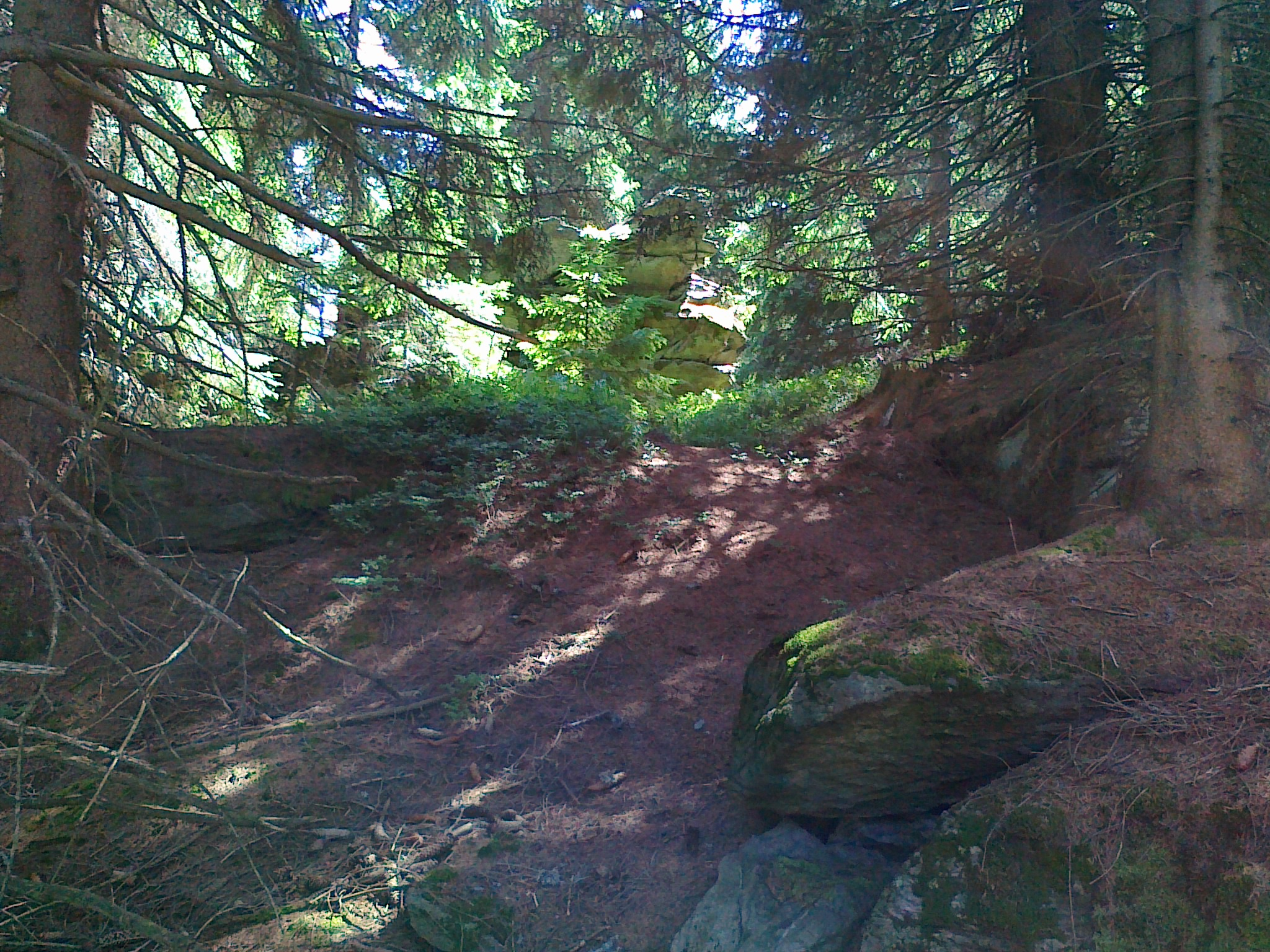
Połać szczytowa góry Loupežník (2021 rok)

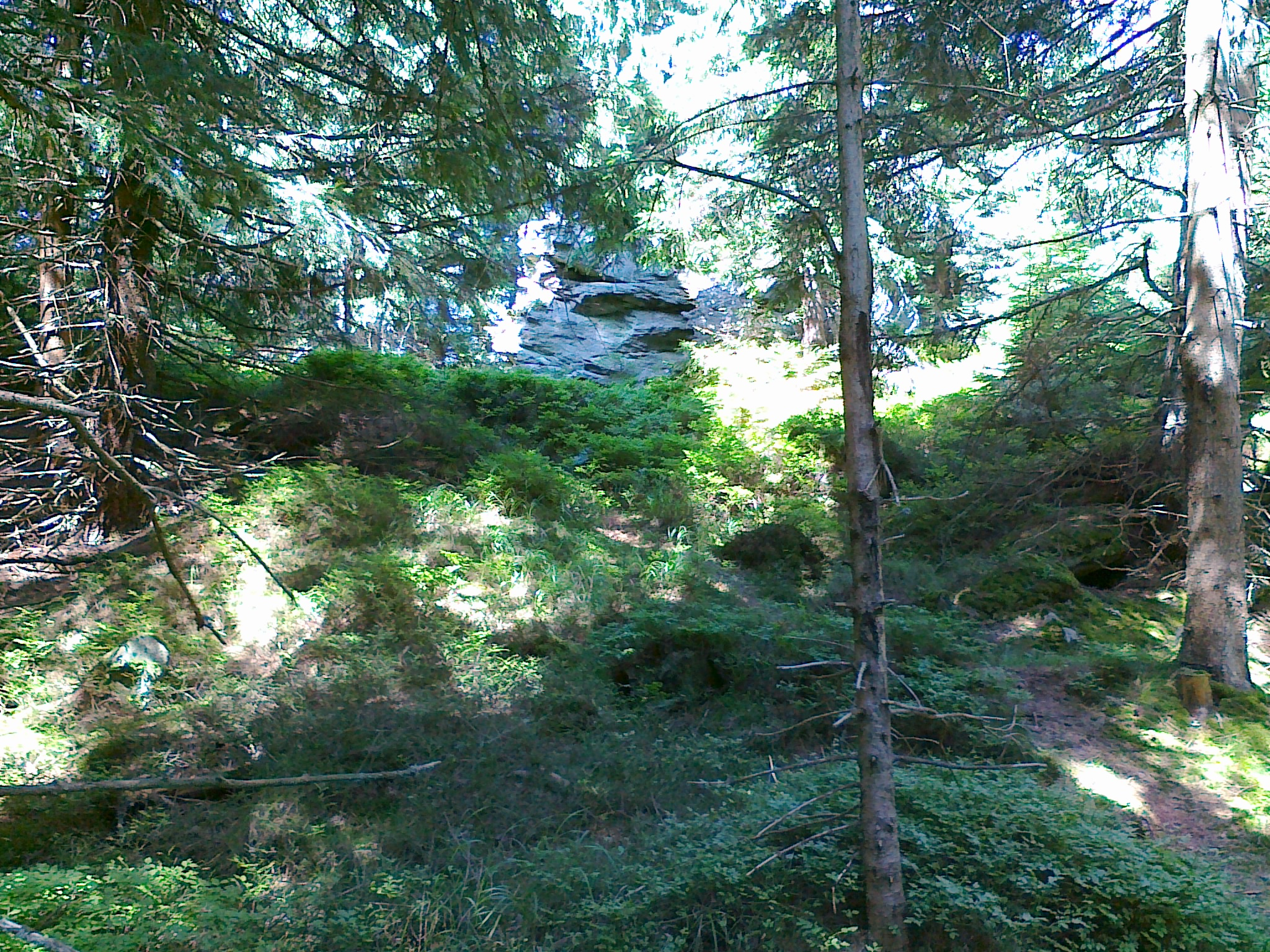
Połać szczytowa góry Loupežník (2021 rok)

Loupežník jest górą o pojedynczym szczycie. Na szczyt nie prowadzi żaden znakowany szlak turystyczny. Szczyt jest skaliskiem, położonym w gęstym zalesieniu borem świerkowym, pokryty wokół trawą wysokogórską. Z uwagi na zalesienie nie jest on punktem widokowym. Na połaci szczytowej nie ma punktu geodezyjnego . Państwowy urząd geodezyjny o nazwie (cz. Český úřad zeměměřický a katastrální (CÚZK)) w Pradze podaje jako najwyższy punkt góry – szczyt – o wysokości 1020,1 m n.p.m. i współrzędnych geograficznych (50°08′37,4″N 17°20′16,2″E/50,143722 17,337833) . 
Dojście do szczytu jest bardzo trudne i następuje z drogi o nazwie Nová cesta, biegnącej z osady Mnichov. Po przejściu tą drogą odcinka o długości około 3,4 km i dojściu do polany, ze znajdującą się na niej chatą o nazwie Františkova chata, należy orientacyjnie nieoznakowaną drogą przejść w kierunku szczytu Pytlák odcinek o długości około 1,8 km, a następnie należy skręcić w prawo przechodząc dalej nieoznakowaną drogą odcinek o długości około 235 m, dochodząc do biegnącej w przecince po prawej stronie kolejnej drogi, którą należy przejść odcinek o długości około 180 m, po czym należy skręcić w lewo i przejść orientacyjnie w zalesieniu odcinek o długości około 200 m, dochodząc w ten sposób do skaliska szczytowego. W orientacji w zalesieniu i umiejscowieniu skaliska szczytowego pomocne mogą okazać się urządzenia z aplikacją GPS. 

### Geologia
Pod względem geologicznym część góry Loupežník należy do jednostki określanej jako warstwy vrbneńskie, a część do jednostki określanej jako kopuła Desny i zbudowana jest ze skał metamorficznych, głównie: blasto-mylonitów (muskowitów, biotytów, chlorytów), fyllitów, gnejsów i kwarcytów, skał magmowych, głównie meta-granitoidów oraz skał osadowych, głównie meta-zlepieńców.

### Wody
Grzbiet główny (grzebień) góry Pradziad, biegnący od przełęczy Skřítek do przełęczy Červenohorské sedlo oraz dalej do przełęczy Ramzovskiej (cz. Ramzovské sedlo) jest częścią granicy Wielkiego Europejskiego Działu Wodnego, dzielącej zlewiska Morza Bałtyckiego i Morza Czarnego . 
Szczyt wraz ze stokami góry Loupežník położony jest na północny wschód od tej granicy, należy więc do zlewni Morza Bałtyckiego, do którego płyną wody m.in. z dorzecza rzeki Odry, będącej przedłużeniem płynących z tej części Wysokiego Jesionika górskich potoków (m.in. płynących w pobliżu góry potoków Środkowa Opawa czy Suchý potok). Z uwagi na stosunkowo łagodne nachylenia stoków, w obrębie góry nie występują m.in. wodospady czy kaskady.

## Ochrona przyrody
Cała góra znajduje się w obrębie wydzielonego obszaru objętego ochroną o nazwie Obszar Chronionego Krajobrazu Jesioniki (cz. Chráněná krajinná oblast (CHKO) Jeseníky), a utworzonego w celu ochrony utworów skalnych, ziemnych i roślinnych oraz rzadkich gatunków zwierząt. Na stokach nie utworzono żadnych rezerwatów przyrody lub innych obiektów nazwanych pomnikami przyrody. Ponadto na obszarze góry nie wytyczono żadnych ścieżek dydaktycznych. 

## Turystyka
Na górze Loupežník nie ma żadnego schroniska turystycznego lub hotelu górskiego. Osada Bílý Potok, leżąca niedaleko góry nie dysponuje odpowiednią bazą turystyczną, bowiem nie ma tam praktycznie żadnych hoteli górskich czy pensjonatów. Przy drodze nr 451 w tej osadzie znajduje się przystanek linii autobusowej z połączeniem do miejscowości: Vrbno pod Pradedem, Jesionik (cz. Jeseník) czy Ołomuniec (cz. Olomouc). Do bazy turystycznej w miejscowości Vrbno pod Pradědem z bazą hoteli i pensjonatów jest od szczytu około 2,7 km w kierunku południowo-wschodnim. Ponadto do osady Vidly jest od szczytu około 6,5 km w kierunku południowo-zachodnim ze znajdującym się w niej górskim hotelem Vidly. 

### Szlaki turystyczne, rowerowe i trasy narciarskie
Klub Czeskich Turystów (cz. Klub Českých Turistů) nie wytyczył w obrębie góry żadnego szlaku turystycznego, ani żadnego szlaku rowerowego. Z tego względu góra ma bardzo ograniczone znaczenie turystyczne. 
W obrębie góry nie poprowadzono również żadnej trasy narciarstwa biegowego, ani żadnej trasy narciarstwa zjazdowego.